# Прунду (Джурджу)
Прунду (рум. Prundu) — село у повіті Джурджу в Румунії. Входить до складу комуни Прунду.
Село розташоване на відстані 39 км на південь від Бухареста, 29 км на північний схід від Джурджу.

## Населення
За даними перепису населення 2002 року у селі проживали 3830 осіб. Рідною мовою 3829 осіб (> 99,9%) назвали румунську.
Національний склад населення села:
| Національність | Кількість осіб | Відсоток |
| -------------- | -------------- | -------- |
| румуни         | 3757           | 98,1%    |
| цигани         | 72             | 1,9%     |